# Etimologia del nome Italia

Evoluzione dell'estensione geografica del territorio che, de iure, costituiva l'Italia durante l'età romana. Di fatto, tutte le terre a sud delle Alpi venivano chiamate Italia dalla battaglia di Clastidium del 222 a.C.

L'etimologia del nome Italia è stata oggetto di ricostruzioni non soltanto da parte di linguisti, ma anche di storici, tradizionalmente attenti alla questione; non sempre, tuttavia, ci si trova di fronte ad etimologie in senso stretto, bensì ad ipotesi che poggiano su considerazioni estranee alla ricostruzione specificatamente linguistica del nome, e che con il tempo hanno formato un ricco corpus di soluzioni, tra le quali sono numerose quelle che si riferiscono a tradizioni a carattere più mitologico che storico (come ad esempio l'esistenza di un re di nome Italo).
Si pensa infatti che il nome derivi dal vocabolo Italòi (gli Itali, appunto), termine con il quale i greci designavano una tribù che abitava l'estrema punta della Penisola italica. Ad ogni modo, è noto che nell'antichità il nome indicasse la parte posta nell'estremo meridione della penisola italica. Ciò è attestato dal fatto che i popoli greci che colonizzarono la Calabria, integrandosi con i popoli preesistenti, si riferivano a loro stessi come Italioti, cioè abitanti dell'Italìa.
È altresì ipotizzato, tuttavia non in contrasto con quanto detto, che tale popolo degli Itali adorasse il simulacro di un Toro (vitulus, in latino e "vitlu", in umbro). Secondo tale ipotesi il nome significherebbe quindi “abitanti della terra dei vitelli”.
Il nome “Italia” potrebbe derivare dal greco Aithàleia (Αιθαλεια), che sta per “ardente, fumosa”, con il quale i Greci chiamavano l'isola d'Elba, Aithàle (Αιθάλη), Aithàleia (Αιθάλεια) e Aithalìa (Αιθαλία), tutti nomi derivanti dal termine greco aithàle («fuliggine»), in riferimento alle attività di lavorazione del ferro estratto nelle miniere elbane. La radice potrebbe anche descrivere una terra con imponenti manifestazioni vulcaniche, l’Etna e le Eolie, ben visibili dai siti di approdo dei primi migranti dal Mediterraneo orientale nel sud Italia. Strabone cita questa radice nel nome del fiume Νέαιδος, oggi il Neto, che si traduce in “navi bruciate”, a sostegno del mito che racconta come le donne dei migranti, giunte alla foce del fiume, impedissero ai loro uomini di riprendere il mare bruciando le navi. Anche Linosa, isola vulcanica, nel nome Aethusa riportato nelle carte del ‘500, mostra la stessa radice. Con molta probabilità le coste più meridionali della Calabria, nel 3° o 4° millennio a.C. molto più verdi di oggi, hanno ospitato i primi bovini podolici importati dal Ponto Eusino. La memoria dei grandi vitelli bianchi potrebbe spiegare la connessione con vituli, voce latina per tori, ma la “i” iniziale di “vituli” è breve, non lunga come in “Italia”, e ciò secondo alcuni sostiene indirettamente l’ipotesi della derivazione da Aithàleia.

## Storia di re Italo
(Antioco di Siracusa, in Dionigi di Alicarnasso 1, 12 vg)
Esistono varie informazioni sul personaggio di Italo, re degli Enotri, che, secondo gli storici greci, sarebbe vissuto sedici generazioni prima della guerra di Troia: da lui deriverebbe il nome Italia. Dato prima alla regione corrispondente al suo regno, ovvero quasi tutta la Calabria ad esclusione della zona settentrionale, il nome Italia si estese successivamente a tutta la penisola (fino alle attuali regioni di Toscana e Marche), come narrano Tucidide, Aristotele, Antioco di Siracusa e Strabone. Re Italo convertì gli Enotri da popolo nomade in stanziale, stabilendoli nell'estrema propaggine delle coste europee, nell'attuale istmo di Catanzaro, compreso tra il golfo di Squillace a est e il Golfo di Sant'Eufemia a ovest. La capitale del suo regno, secondo Strabone, era Pandosia Bruzia, oggi probabilmente corrispondente alla città di Acri.
Secondo quanto riporta Strabone, dei confini dell'Italia parlava già Antioco di Siracusa (V secolo a.C.) nell'opera Sull'Italia, il quale la identificava con l'antica Enotria. A quel tempo essa si estendeva dallo stretto di Sicilia fino al golfo di Taranto (a est) e al golfo di Posidonia (a ovest). In seguito, con la conquista romana dei secoli successivi, il termine Italia si estese fino alle Alpi, comprendendo anche la Liguria fino al fiume Varo e l'Istria fino a Pola. Di fatto, tutti i suoi abitanti furono considerati Italici e Romani.

## Italia come terra dei vitelli (o tori)
Un autore antico, Varrone, che, citando Timeo e Pisone, fa derivare la parola Italia dai vitelli (Italia a Vitulis) per l'abbondanza e bellezza del vitello (vitulus in latino; vitlu in osco-umbro) nella regione.
Tra le altre proposte che motivano il nome al di là di una vera e propria analisi linguistica, degna di nota è quella di Domenico Romanelli, il quale, basandosi sull'antica, ma mai pienamente accettata, ipotesi che esso stesse in relazione con i tori, lo spiegava con il fatto che coloro che provenivano dal mare da ovest vedessero sagome taurine nelle penisole Bruttia e Japigia (corrispondenti rispettivamente alla Calabria e al Salento).
Nei tempi antichi le terre dell'attuale Calabria erano conosciute come Italia. I Greci indicarono l'origine del nome in Ouitoulìa, dal vocabolo Italòi (plurale di Italòs), termine con il quale i coloni achei che giunsero nelle terre dell'attuale Calabria ambiguamente designavano sia i Vituli, una popolazione che abitava le terre dell'attuale Calabria meridionale il cui etnonimo era etimologicamente relato al vocabolo indicante il vitello/toro, animale sacro ai Vituli e da loro divinizzato, sia i vitelli/tori stessi: il greco italòs infatti è di derivazione italica, specificamente deriva dalla parola osco-umbra uitlu, "toro" appunto (vedasi il latino uitellus, forma con suffisso diminutivo che significa "vitello"). Ouitoulía venne così a significare "terra dei Vituli" o "terra dei tori". A supporto di questa ipotesi, si evidenzia che nella parte meridionale della penisola calabrese e nella prospiciente costa siciliana dello stretto di Messina esistono toponimi di origine magno-greca (alcuni tradotti in latino dai Normanni) probabilmente facenti capo alla più antica etimologia di terra dei tori (dei bovini): Tauriana (città distrutta dai Saraceni nel X secolo il cui nome oggi sopravvive nella frazione Taureana di Palmi e nei comuni di  Taurianova, Terranova Sappo Minulio), Bova, Bovalino, Itala, ecc. E Metauros (città molto vicina all'antica Tauriana, il cui parte del nome "Tauro" sopravvive oggi giorno nella città dai cui trae le sue origini Gioia Tauro).
Appare evidente la somiglianza con il nome Italia dell'ultimo toponimo, Itala. L'archeologo e filologo danese Frederik Poulsen, in uno studio sull'origine del nome Italia, sosteneva che venne utilizzato per la prima volta nel V secolo a.C., proprio con riferimento al territorio a sud di Messina, ove sorge Itala e dove viveva una popolazione degli Enotri, che aveva per emblema un vitello/toro (Vitulus). Con l'arrivo dei Greci, dalla parola Vitulus fu eliminata la consonante v, scomparsa nel greco classico, e rimase soltanto la parola Itulus.
Dagli Enotri, si sarebbero poi distinte le popolazioni degli Itali, dei Morgeti e dei Siculi. Successivamente, secondo Poulsen, il nome Italia venne esteso a tutta la penisola. Si tratta, alla fine, della tradizione riportata da Virgilio:
| «Dagli Enotri cólta, prima Enotria nomossi: or, com'è fama, preso d'Italo il nome, Italia è detta.» Oenotri coluere viri; nunc fama minores / Italiam dixisse ducis de nomine gentem. |
| (Virgilio, Eneide I, vv. 532-3 e III, vv. 165-6) |

La tesi di Frederik Poulsen, tuttavia, sembra messa in dubbio dal fatto che la forma toponomastica più antica documentabile per Itala è quella di Gitala, come risulta da un diploma di donazione del Conte Ruggero del 1093. Per quel che attiene alla lettera iniziale, il nome avrebbe poi subito diverse variazioni attraverso i secoli: Quitala, Gitalas, Gytalas, Kitala, Hitala e, infine, Itala.

## Origine greca

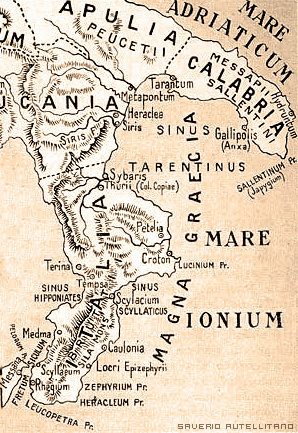
L'Italia secondo gli antichi greci, corrispondente all'attuale Calabria

Le proposte etimologiche, mai interrotte sebbene complessivamente poco note nella loro diversità, continuano in tempi recenti. In qualche caso viene ripresa la tradizione essenzialmente greca del nome, che più di altre dà valore all'ipotesi di una sua espansione da sud a nord: i Greci avrebbero applicato a poco a poco il nome Italia, dalla Calabria a una sempre più ampia regione, fino al momento della conquista romana, quando esso venne esteso all'intera penisola.
Per qualche linguista che ha sostenuto questa tesi, il nome si baserebbe su una forma greca non attestata (dunque ipotetica) come *Aιθαλία (Aithalìa), che nella sua parte iniziale Aith- (tipica di parole riferite al fuoco) conterrebbe un riferimento alla dimensione vulcanica delle terre della penisola. Questo significato resisterebbe ad esempio nel nome dell'Etna, in greco antico Aitna. Tale proposta era stata avanzata già da Gabriele Rosa, secondo il quale i primi greci giunti nella penisola l'avrebbero chiamata appunto
(Gabriele Rosa, Le origini della civiltà in Europa, Milano 1862-1863.)
Rosa tuttavia non affrontò, chiarendoli, gli argomenti strettamente linguistici che l'avevano condotto a una simile soluzione, lasciando così la sua proposta nella dimensione prescientifica.
Fu principalmente Silvestri a recuperare tale teoria, presupponendo tre basi greche o proto-greche (Aitalía, Eitalía, ed Etalía) al fine di dare scientificità alla proposta. Stando a tale tesi, Italia avrebbe in origine significato «terra infuocata», «terra del tramonto infuocato» (ovvero «terra d'occidente»), o «terra fumante».
Secondo Vinci, questa soluzione risolverebbe il problema della i di quantità lunga della parola Italia, che si scontra con la i di quantità breve della parola vitulus da cui deriverebbe il toponimo secondo la teoria più accreditata. Invece, seguendo la teoria dell'origine greca, la i di quantià lunga non sarebbe un'eccezione, in quanto derivante da un dittongo Aι greco.

## Origine etrusca
A questa ipotesi si oppone quella che propone una soluzione etrusca del nome dell'Italia; si tratta di una ricostruzione che giudica inammissibile l'ipotesi “greca” e implica conclusioni simmetricamente opposte a quest'ultima, come ad esempio il fatto che il nome si sia propagato da nord verso sud.

## Origine osca

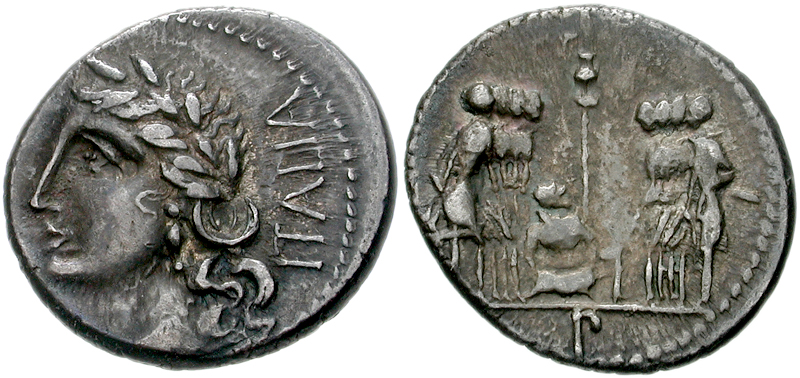
Moneta corfiniense, coniata durante la guerra sociale, con l'iscrizione osca di "Italia"

Altri sostengono invece che il nome Italia dev'essere stato un prestito piuttosto tardo per il latino, dato che manca del tutto qualunque traccia dell'oscillazione della vocale mediana, notata nella fase posta tra il VI e il V secolo.
In particolare, la parola "Italia" non sarebbe altro che un prestito linguistico della parola Viteliù di origine osca al greco, che a sua volta la passò al latino dopo che la v era decaduta. Anche in quest'ultimo caso si tratta di una spiegazione piuttosto ricorrente e, al di là delle citate osservazioni linguistiche, veniva motivata con il fatto che Víteliù significasse "terra di bovini giovani" (cfr. lat. vitulus, "vitello", umb. vitlo, "vitello"). Questa tradizione poggia sul fatto che il toro era un simbolo molto diffuso presso quelle genti della penisola che, al centro-sud, si opponevano all'avanzata della cultura romana (si veda la voce guerra sociale), tanto da essere spesso eloquentemente raffigurato nell'atto di incornare una lupa su esemplari della monetazione della guerra sociale. Su tale monetazione, risalente al 90 a.C., ritrovata nell'antica città di Corfinium (in Abruzzo), è presente una personificazione dell'Italia come dea, accompagnata a una legenda che riproduce il suo nome, ITALIA, in alfabeto latino, o l'equivalente VITELIU (Víteliú=Italia) in alfabeto osco. Si tratta della prima testimonianza epigrafica dell'uso del nome Italia.
Dionigi di Alicarnasso, seppure scrivesse in greco, in Antichità romane (I, 35) ricorda che il nome Italia, secondo Antioco di Siracusa, deriva dal re Italo, il quale ridusse sotto il suo potere l'area compresa tra il golfo napetino e scilletico; secondo Ellanico di Lesbo, il termine deriva da vitulus, il vitello fuggito al tempo di Eracle e così nominato dalla popolazione del posto poco pratica del greco, che attraversò parte della penisola e, a nuoto, lo stretto siculo.

## Italie e Italia
Si può osservare come la nozione di Italia sia una nozione dinamica e plurale, in divenire fino al III secolo a.C. Infatti, nella concezione di Italia, sono venute a confluire un'Italia greca (limitata al meridione italiota), un'altra etrusca (separata dagli Appennini, dal mondo gallico e greco) e, probabilmente, anche una prima Italia romana, che coincideva inizialmente con la grande regione costiera occidentale compresa tra l'Etruria settentrionale e l'Ager campanus, che poi assorbì le altre.